# 人道教

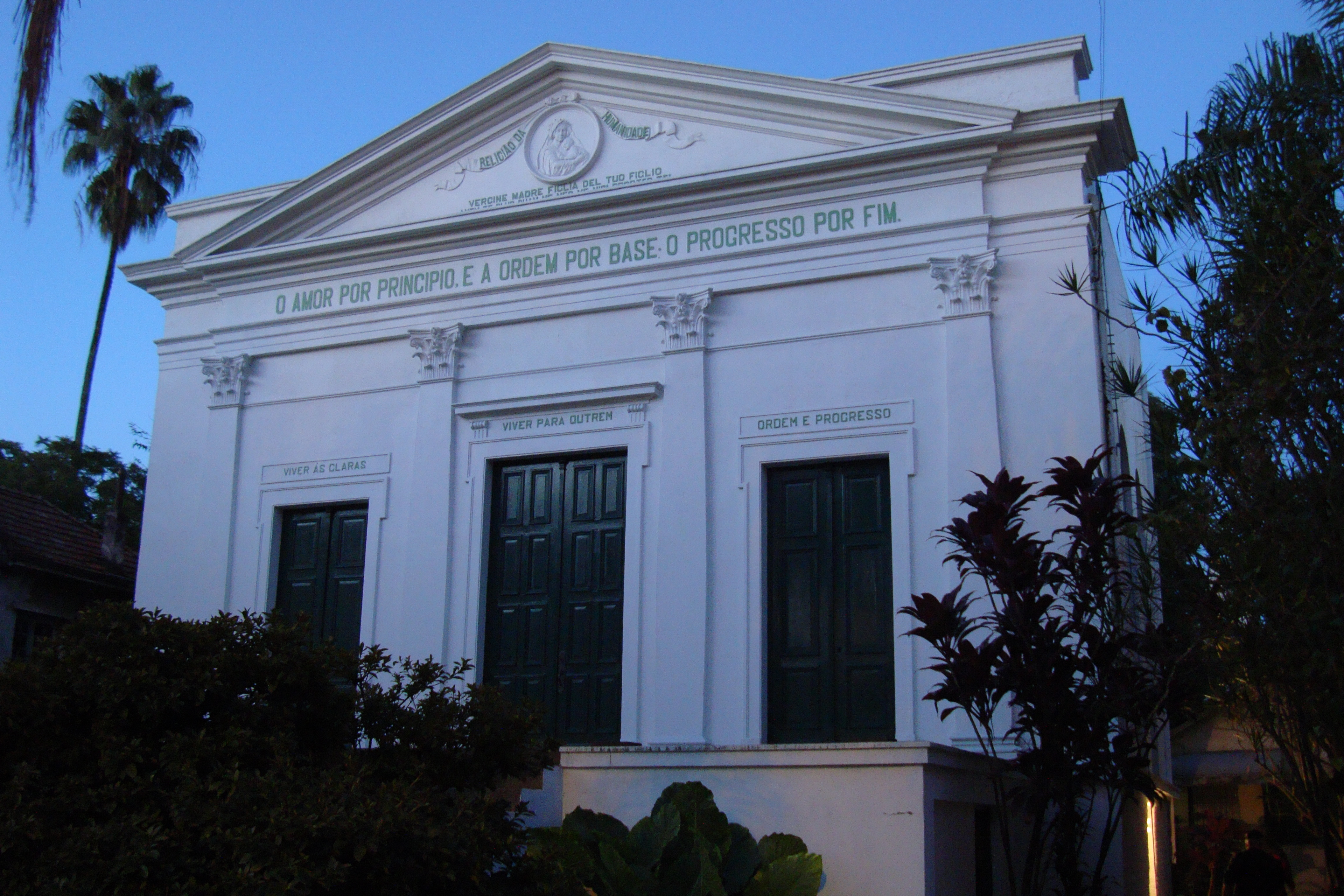
巴西 阿雷格里港人道教礼拜堂

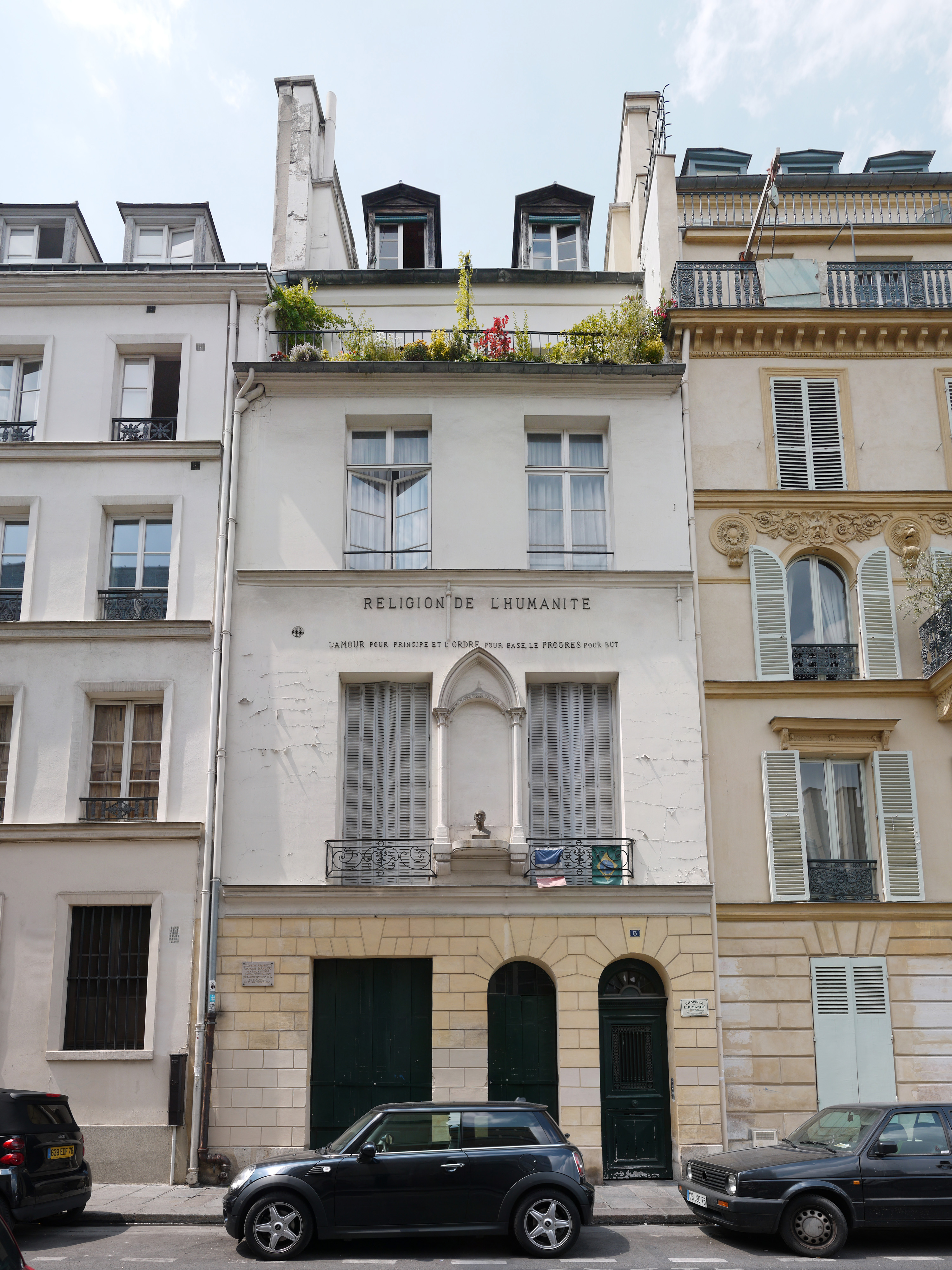
巴黎人道教礼拜堂

人道教（法語：Religion de l'Humanité；或église positiviste）是实证主义哲学的创始人奥古斯特·孔德（1798–1857）创立的一种世俗宗教。该宗教的信徒在法国和巴西建造了人道教礼拜堂。
。
在美国和欧洲，孔德的思想影响了其他人，并促成了伦理学会和“伦理教会”的出现，从而导致了伦理文化、宗教人文主义和世俗人文主义组织的发展。 

## 起源
孔德为实证主义学会创立了人道教，希望取得传统宗教所具有的凝聚力。孔德与克洛蒂尔德·德沃（Clotilde de Vaux）两人发生柏拉图式恋爱，1846年克洛蒂尔德·德沃去世，孔德将其理想化。他确信女性价值观体现了情感和道德的胜利。在未来以科学为基础的实证主义学会中，也应该有一种宗教 能够凭借道德力量而拥有力量。 1849年，他提出了一项历法改革，名为“实证主义日历”（positivist calendar），每个月份以历史上最伟大的领袖、思想家和艺术家的名字命名，每天都纪念一位思想家。